# Bogø Navigationsskole
Bogø Navigationsskole var en maritim navigationsskole på øen Bogø. Bogø er en lille ø, som er placeret mellem Sjælland, Møn og Falster.
Fra grundlæggelsen i 1866 til lukningen omkring 1930 var Bogø Navigationsskole med til at befæste Bogøs ry som søfartsø. Det var på ingen måde en selvfølge, at der var en navigationsskole på Bogø. Der var i 1919 kun syv statsgodkendte navigationsskoler i Danmark: København, Bogø, Fanø, Marstal, Rømø, Svendborg og Ålborg. Navigationsskolen blev i 1922 overtaget af Bogø Kommune fra I/S Bogø Navigationsskole. 
Bogø Navigationsskole begyndte sin virksomhed i 1862 som en efterskole eller højskole, hvor der undervistes i almene fag. Skoleleder var i begyndelsen Christen Berg, dengang skolelærer på øen, senere Venstre-folketingsmand. Efter krigen 1864 meddelte Christen Berg, at der nu ville blive udvidet med en særlig søfartslinje for de unge søfolk, der kom hjem om vinteren og søgte skolen. Hans forslag blev anbefalet af navigationsdirektør, kommandør G. Tuxen, af Foreningen til Søfartens Fremme ved J.C. Tuxen og af skibsreder Frederik Stage, der lidt senere lod det første skoleskib Georg Stage bygge.
Som leder af den nystartede Bogø Sømandsskole blev ansat seminarielærer Jørgen Peter Kerstens. På elevernes opfordring blev skolen omdannet til en fuldstændig navigationsskole i november 1866, hvorfra Bogø Navigationsskoles formelle oprettelse regnes. Kerstens blev ansat sammen med lærer Ole Mathiasen og senere lærer A. Landt, der kom til, da skolen oprettede en tredje afdeling i 1869. Kerstens forlod skolen i 1872 og blev efterfulgt som forstander af realskolebestyrer, cand.mag. S. Svendsen fra Sæby, der tiltrådte januar 1873 og virkede indtil 1903 eller 1904, hvor han blev afløst af H.P. Hjelm, der kom fra fiskeskipperskolen i Frederikshavn. Mellem 1870 og 1885 var Bogøskolen landets næststørste navigationsskole, kun overgået af Københavns.
Skolen havde i begyndelsen lokaler hos skipper Peter Ibsen, men en række byggeprojekter gennem årene blev kronet med indvielsen i januar 1885 af den stadig eksisterende hovedbygning, tegnet af arkitekt Emil Blichfeldt. Kulturstyrelsen besluttede i 2014 at ophæve fredningen af Bogø Navigationsskole, Bogø Hovedgade 140, og i stedet udpege bygningen som bevaringsværdig.
Et mindesmærke for Christen Berg blev i 1897 rejst foran navigationsskolen i form af en buste på granitsokkel. Billedhuggeren er Rasmus Andersen, der også er kunstneren bag en statue af Christen Berg, rejst i Kolding i 1906.

## Flygtningelejr i 1945
I 1945-46 tjente den gamle Navigationsskole som lejr for tyske flygtninge. I maj 1945 var der 197 tyske flygtninge i Bogølejren. "Der gik næsten et år, før de blev overført til Hasselølejren lidt udenfor Nykøbing Falster. Dr. Linnet var en hyppig gæst på skolen for at tilse flygtningene, men han kunne dog ikke forhindre at to børn på to og tre år, og en kvinde på 84 år, døde under opholdet. I de første måneder efter krigens slutning var der spændinger omkring flygtningelejren på Navigationsskolen, og det britiske militær kom flere gange for at undersøge, om der blandt flygtningene skulle være medlemmer af de berygtede tyske SS-enheder."